# Harry Wilkinson (Fußballspieler, 1926)
Harry Sanderson Wilkinson (* 20. März 1926 in Sunderland; † März 2017 in Lambeth, London) war ein englischer Fußballspieler.

## Karriere
Wilkinson spielte in Sunderland für das Zechenteam Wearmouth Colliery Welfare in der Wearside League, bevor er sich dem Hauptstadtklub FC Chelsea anschloss. Bei Chelsea blieb der linke Läufer die folgenden Jahre auf Einsätze im Reserveteam beschränkt, Konkurrenten im Erstligateam waren unter anderem Jimmy Macauley und Frank Mitchell; im Mai 1950 wechselte er zum in der Third Division South spielenden Klub Exeter City. Zwar wirkte Wilkinson im Sommer 1950 in einem Cricketspiel gegen den lokalen Fußballrivalen Plymouth Argyle auf Seiten Exeters mit, auf seinen einzigen Pflichtspielauftritt musste er hingegen fast ein Jahr warten und dieser geriet dann auch wenig erfolgreich. Im April 1951 wurde er von Trainer George Roughton bei einer 0:5-Niederlage gegen den FC Millwall aufgeboten, die Position des linken Läufers war im Saisonverlauf zumeist von Fred Davey besetzt. Am Saisonende zog er bereits weiter und wurde vom Ligakonkurrenten Colchester United verpflichtet. Auch bei Colchester blieb Wilkinson hinter Jimmy Elder nur die Reservistenrolle, in zwei Jahren kam er unter Trainer Jimmy Allen lediglich zu einem Pflichtspielauftritt – bei einem 1:1-Unentschieden gegen den FC Watford im März 1953.
Ab Sommer 1953 war er in der Kent League aktiv, für drei Jahre wirkte er bei Folkestone Town und Ramsgate Athletic mit, bevor er wegen Varikose seine Fußballerlaufbahn beenden musste. Seinen Lebensunterhalt verdiente er bei North Thames Gas, einem staatlichen Gasversorger im Raum London.